# Yancarlos Martínez
Yancarlos Martínez Martínez (né le 8 juillet 1992 à San Cristóbal) est un athlète dominicain, spécialiste du sprint.

## Carrière
Il a commencé l'athlétisme tardivement en 2013, après avoir dû renoncer au baseball pour blessure. Il mesure 1,67 m et est entraîné par un Cubain. Sa première compétition officielle, lors d'un meeting local en juin 2014, il établit un temps de 10 s 68 malgré un vent contraire de 2 m/s, temps qu'il améliore le même jour en 10 s 60, toujours avec vent contraire.
Il établit ses records personnels, lors des Jeux panaméricains, à Toronto :
- 100 m, en 10 s 14 (vent favorable + 1,9 m/s) le 21 juillet 2015,
- 200 m, en 20 s 22 (+ 1,0 m/s) le 23 juillet 2015.

Ces records le qualifient pour les Championnats du monde de 2015 à Pékin où il atteint les demi-finales. Il remporte le titre du 200 m en 20 s 19, record national battu et record du stade, lors des Championnats ibéro-américains d'athlétisme 2016 à Rio.

## Palmarès
| Date | Compétition                              | Lieu         | Résultat | Épreuve   | Temps   |
| ---- | ---------------------------------------- | ------------ | -------- | --------- | ------- |
| 2019 | Jeux panaméricains                       | Lima         | 3e       | 200 m     | 20 s 44 |
| 2019 | Jeux mondiaux militaires                 | Wuhan        | 3e       | 4 x 100 m | 39 s 54 |
| 2022 | Championnats ibéro-américains            | La Nucia     | 2e       | 200 m     | 20 s 60 |
| 2022 | Championnats ibéro-américains            | La Nucia     | 2e       | 4 x 100 m | 39 s 19 |
| 2023 | Jeux d'Amérique centrale et des Caraïbes | San Salvador | 2e       | 4 x 100 m | 38 s 61 |